# La Chapelle-Anthenaise
La Chapelle-Anthenaise is een gemeente in het Franse departement Mayenne (regio Pays de la Loire) en telt 865 inwoners (2005). De plaats maakt deel uit van het arrondissement Laval.

## Geografie
De oppervlakte van La Chapelle-Anthenaise bedraagt 20,0 km², de bevolkingsdichtheid is 43,3 inwoners per km².

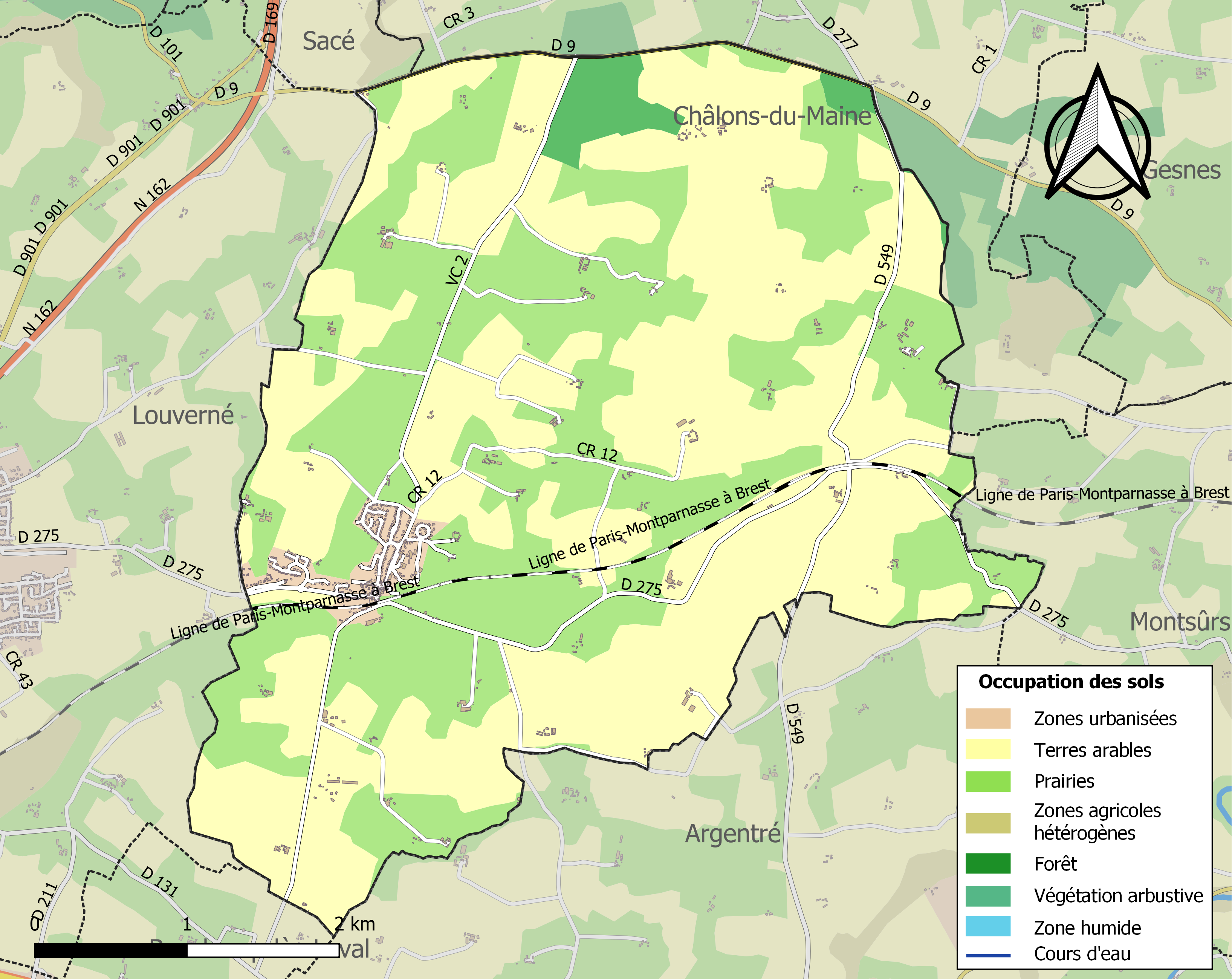
Kaart van de gemeente met de belangrijkste infrastructuur, bodemgebruik en omliggende gemeenten

## Demografie
Onderstaande figuur toont het verloop van het inwonertal (bron: INSEE-tellingen).

1. ↑  Populations de référence 2022.